# Наркокур'єр
Наркокур'єр (англ. The Mule) — американська кримінальна драма 2018 року режисера Клінта Іствуда, який також зіграв головну роль. Сценарій написаний Ніком Шенком на основі статті Сема Долніка «90-річний наркокур'єр картелю Сіналоа», яка була опублікована в «Нью-Йорк таймс» та яка розповідає реальну історію про Лео Шарпа, ветерана Другої світової війни, який у 80 років став наркокур'єром.
Крім Іствуда головні ролі виконали Бредлі Купер, Лоуренс Фішборн, Майкл Пенья, Даян Віст та Енді Гарсія. До цього фільму Іствуд востаннє грав у кіно 2012 року, коли він знявся у фільмі «Кручений м'яч», а у своєму фільмі востаннє зіграв у «Ґран Торіно» 2008 року. Знімання стрічки почали у червні 2018 року в Атланті та Огасті, штат Джорджія та Лас-Крусес, Нью-Мексико.
«Наркокур'єр» вийшов 14 грудня 2018 року в США компанією Warner Bros. Стрічка зібрала 126 млн. доларів та отримала змішані відгуки критиків, які назвали її «гострою та чарівною», похвалили гру Іствуда, але також вказали на відсутність справжньої драми.

## Сюжет
У центрі сюжету стрічки — Ерл Стоун (прообраз — Лео Шарп), який пройшов Другу Світову та Корейську війну, а згодом прославився як овочівник. Не маючи засобів для існування, у вісімдесятирічному віці чоловік стає кур'єром наркотиків, а саме кокаїну. Він працює на мексиканську мафію і розповсюджує наркотики в Детройті. Завдяки своєму віку, кольору шкіри, відсутності кримінальної історії та дотримуванню правил дорожнього руху, він не викликає жодних підозр у правоохоронних органів та за кілька років перевозить 450 кг кокаїну.
Наркокур'єр був затриманий з контрабандою наркотиків вагою 90 кг. Після трьох років судів було винесено вирок до трирічного ув'язнення винного. Захист в суді заявляє про психологічний розлад та маразм свого підопічного, однак його визнають винним та посилають до в'язниці.

## У ролях
| Актор            | Роль                                  |
| ---------------- | ------------------------------------- |
| Клінт Іствуд     | Ерл Стоун, наркокур'єр                |
| Бредлі Купер     | Колін Бейтс, агент УБН                |
| Лоренс Фішберн   | Воррен Льюїс, агент УБН               |
| Майкл Пенья      | Тревіно, агент УБН                    |
| Даян Віст        | Мері, колишня дружина Стоуна          |
| Енді Гарсія      | Латон, босс картелю                   |
| Ігнасіо Серрічіо | Хуліо Гутьєррес, куратор картелю Ерла |
| Елісон Іствуд    | Айріс, дочка Стоуна                   |
| Таїсса Фарміґа   | Джинні, внучка Стоуна                 |
| Ноель Гульємі    | Лисий Роб                             |

## Створення фільму
2014 року компанія Imperative Entertainment придбала права на статтю Сема Долніка «90-річний наркокур'єр картелю Сіналоа». В цій статті також було опубліковано інтерв'ю Джеффа Мура, агента УБН, який арештував 87-річного наркокур'єра Лео Шарпа. Згодом компанія найняла Рубена Флейшера як режисера та продюсера майбутнього фільму. У лютому 2015 року було оголошено, що Нік Шенк виступить сценаристом стрічки.
У січні 2018 року стало відомо, що режисером та продюсером стрічки, яка отримала назву «Наркокур'єр», виступить Клінт Іствуд, який також і зіграє головну роль.

### Кастинг
У січні 2018 року було оголошено, що головну роль у фільмі виконає Клінт Іствуд, який зіграє Лео Шарпа, 90-річного кур'єра мексиканського картелю. У травні 2018 стало відомо, що Бредлі Купер зіграє агента УБН, який переслідує головного героя. У червні 2018 року Даян Віст та Майкл Пенья приєднались до акторського складу стрічки. Згодом також була підтверджена участь у зніманні фільму Лоренса Фішберна, Елісон Іствуд, Таїсси Фарміги, Ігнасіо Серіккіо та інших.

### Знімання
Знімання стрічки почалося 4 червня 2018 року та відбувалося в Огасті, Атланті, Лас-Крусесі та Ромі.

## Реліз
Фільм вийшов 14 грудня 2018 року в США, 25 січня 2019 року у Великій Британії; в Україні прем'єрний показ відбувся 21 лютого 2019 року.

## Сприйняття

### Касові збори
Станом на 7 лютого 2019 року стрічка зібрала $102,2 млн. у США та Канаді та $24,2 млн. у решті світу. Таким чином загальні касові збори склали $126,4 млн. при бюджеті $50 млн.

### Критика
На агрегаторі відгуків Rotten Tomatoes фільм утримує рейтинг 70 % на основі 172 оглядів з середнім рейтингом 6,1/10. На Metacritic стрічка має середню оцінку 58 зі 100, на основі відгуків 37 критиків. Портал CinemaScore дав стрічці оцінку A- за шкалою від A+ до F, а PostTrak оцінив її в 4 з 5 зірок.
Девід Енрліх з IndieWire дав оцінку фільму B+, назвавши це «найкращим фільмом Іствуда за 25 років».